# SV Germania Bietigheim (Bietigheim, Baden)

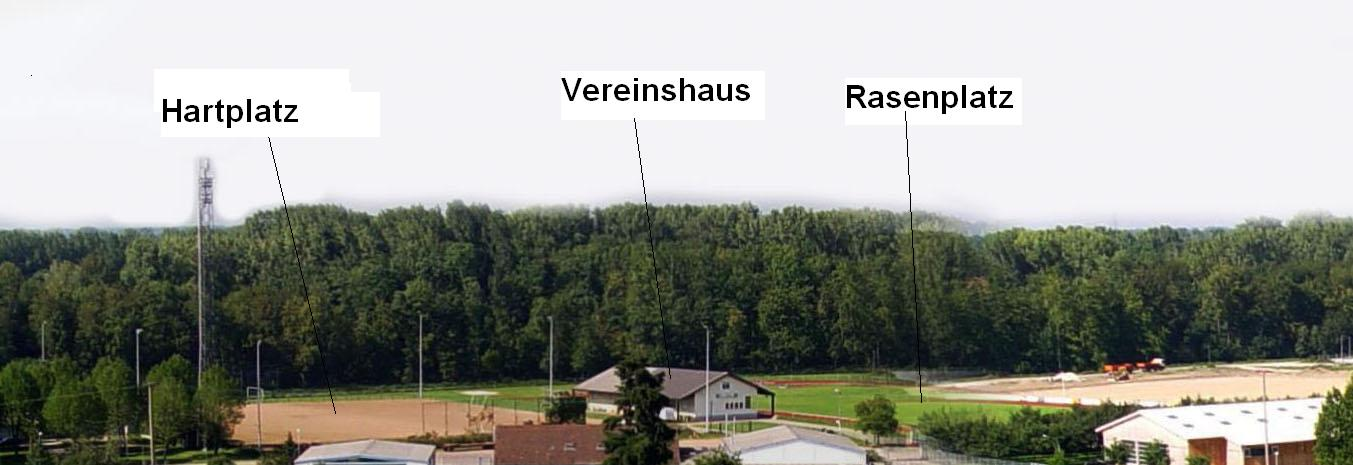
SV Germania Bietigheim

Der SV Germania Bietigheim ist ein Sport- und Fußballverein im badischen Bietigheim.
Die Gründung des Vereins fällt in das Jahr 1919. Mit Ausbruch des Krieges war dann jedoch mit Ausnahme der Leichtathletik, die bis 1942 trainierte, Schluss. Doch bald nach dem Zweiten Weltkrieg gründete sich der Verein am 1. Februar 1946 neu.
Anfang 1949 gewann Heinz Fütterer die deutsche Meisterschaft im Weitsprung in Braunschweig und der SV Germania Bietigheim stellte erstmals einen deutschen Meister. Heinz Fütterer wechselte in der Folge zum FC Phönix Karlsruhe, dem späteren Karlsruher SC.
Nach unterschiedlichen Aufteilungen der umliegenden Gemeinden in verschiedene Spielklassen gab es in der Folge ein auf und ab. Ab Anfang der 50er Jahre, nach Gründung der 2. Amateurliga spielte man in der zweiten Saison in der neuen Liga. Ein Aufstieg wollte bis zur Saison 1968/69 nicht gelingen, bis man es dann schließlich doch schaffte, in die höchste deutsche Amateurliga, die 1. Amateurliga aufzusteigen. Dies war gleichzeitig auch der höchste erreichte Rang bis heute. Nach der zweiten Saison ging es rapide bergab, bis zur A-Klasse. Seither gab es ein ständiges auf und ab, aber an die alten Erfolge konnte nicht wieder angeknüpft werden. Nach der Saison 2017/18 stieg der SV Germania Bietigheim nach 2 Jahren Kreisliga B wieder in die Kreisliga A auf.

## Bekannte Sportler des SV Germania Bietigheim
- Willi Dürrschnabel, ehemaliger Bundesliga Fußballspieler beim KSC
- Heinz Fütterer, deutscher Leichtathletik-Meister